# Dziękuję ci, Ewo!
Dziękuję ci, Ewo! – operetko-rewia, której prapremiera odbyła się 1 września 1962 roku. Muzykę skomponował Stanisław Renz, libretto napisał Jan Majdrowicz, a teksty piosenek: Kazimierz Winkler oraz Jan Majdrowicz.